# Étienne Sansonetti
Pour les articles homonymes, voir Sansonetti.
Étienne Sansonetti, né le 5 décembre 1935 à Marseille et décédé le 31 mai 2018 à Ajaccio, est un footballeur français. Il évoluait  au poste d'attaquant.

## Carrière de joueur
- 1947-1954 : US Endoume  France
- 1954-1956 : USM Saint-Loup  France
- 1956-1963 : Marseille  France
- 1963-1964 : US Valenciennes  France
- 1964-1965 : SCO Angers  France
- 1965-1967 : Bastia  France
- 1967-1969 : AC Ajaccio  France
- 1969-1970 : AS Monaco  France
- 1970-1972 : AC Ajaccio  France
- 1972-1976 : GFCO Ajaccio  France
- 1976-1977 : AC Ajaccio  France
- 1977-1979 : US Hôpital Ajaccio  France[3]

## Palmarès
- Meilleur buteur du Championnat de France en 1968 avec 26 buts (AC Ajaccio).
- Meilleur buteur du Championnat de France de L2 en 1967 avec 23 buts (Bastia).